# San Lucas Ojitlán (kommun)
San Lucas Ojitlán är en kommun i Mexiko.   Den ligger i delstaten Oaxaca, i den sydöstra delen av landet, 300 km sydost om huvudstaden Mexico City.
Följande samhällen finns i San Lucas Ojitlán:
- San Lucas Ojitlán
- Loma de Cedro
- Laguna Arroyo Grande
- Playa de Soyaltepec
- Arroyo Camalote
- Villa de Guadalupe
- El Ideal
- Cacahuatal
- Cerro de Oro
- El Mirador
- Loma San Bernabé
- General Sebastián Ortiz
- Buenavista
- Loma Alta
- La Laguna Escondida
- Arroyo Manantial
- Cafetal Segundo
- El Nanche
- Nuevo Aguacate
- Arroyo Caracol Arriba
- Vicente Guerrero
- Heladio Ramírez López
- Colonia 20 de Noviembre
- Santa Rosa de Lima
- Alfredo Vladimir Bonfil
- Colonia Francisco I. Madero
- Profesor Florentino Terán Sánchez
- Paso Limón
- Potrero Viejo
- Benito Juárez
- Puerto Ángel
- El Porvenir
- Nueva Colonia José López Portillo
- Nuevo Arroyo Camarón
- Monte Liberal